# Partido amistoso
Un partido amistoso es un evento deportivo que se organiza para decidir qué jugadores deben mantener para la siguiente temporada y, en el caso de algunos deportes individuales como el billar o el ajedrez, es muy frecuente que sean usados como entretenimiento o para recaudar dinero para organizaciones benéficas.
También sirven para disputar partidos internacionales de selecciones en muchos deportes, como el fútbol, el baloncesto, el béisbol, el voleibol, entre otros deportes.
Dentro del fútbol, los amistosos también se utilizan para homenajear a jugadores importantes, por ejemplo, un partido de despedida es entre el club y la selección del jugador al que quieren homenajear.

## Fútbol

### Antecedentes
En los primeros días de vida del fútbol, los partidos amistosos (o simplemente «amistosos») fueron el tipo más común de partido. Sin embargo, desde el desarrollo de La Liga de Fútbol de Inglaterra en 1888, se establecieron varios torneos de liga a través de divisiones, además de un torneo de copa (la FA Cup). Con el cambio de siglo, se establecieron ligas nacionales en algunos países europeos, así como segundas divisiones o ligas de carácter regional. Por lo tanto, la importancia de estos amistosos se ha visto disminuida desde los inicios del siglo XX.
Hoy en día la mayoría de los clubes juegan una serie de amistosos antes del inicio de cada temporada (conocidos generalmente como pretemporada). En general, no hay nada en juego en estos partidos. La competencia y las reglas pueden ser cambiadas, como sustituciones ilimitadas.
La mayoría de los amistosos son un solo partido organizado por los propios clubes, en el cual se paga una cierta cantidad por el club rival al club titular. Algunos equipos compiten anualmente en torneos cortos, tales como la Copa Emirates (Arsenal), el Trofeo Teresa Herrera (Deportivo la Coruna), el Torneo de Ámsterdam (Ajax), el Trofeo Joan Gamper (FC Barcelona) o el Trofeo Santiago Bernabéu (Real Madrid), entre otros. También se han dado en los últimos años, torneos de pretemporada sin el patrocinio de un club, como la Florida Cup o la International Champions Cup.
Estos eventos a pesar de incluir acuerdos de patrocinio y la entrega de un trofeo, así como transmisión televisiva, tienen poco prestigio asociado.

### Selecciones
Las selecciones también juegan amistosos, generalmente como preparación a grandes torneos como la Eurocopa, la Copa América, la CAN o el Mundial. Estos son esenciales para las selecciones, ya que, en general, tienen un tiempo mucho menor para prepararse. La mayor diferencia entre los amistosos de clubes y los amistosos de selecciones es que estos últimos se llevan a cabo, por lo general, mientras se desarrollan las competiciones de clubes (a través de las Fecha FIFA). Esto ha llevado en ocasiones a un desacuerdo entre asociaciones nacionales y clubes en cuanto a la disponibilidad de los jugadores, ya que estos podrían llegar a lesionarse o terminar muy fatigados en estos. También suelen realizarse algunos torneos amistosos a nivel de selecciones en los que se pone en juego un trofeo, lo normal es que lo jueguen dos selecciones (como el Superclásico de las Américas disputado entre Argentina y Brasil), aunque también algunos torneos lo pueden jugar tres o más selecciones (como la Copa del Atlántico disputada entre Argentina, Brasil, Paraguay y Uruguay).
Los amistosos internacionales ofrecen a los directivos, la oportunidad de experimentar con los jugadores y la táctica a utilizar en cada torneo, y también les permiten evaluar las aptitudes de los jugadores que potencialmente podrían elegir para el equipo que disputará cada torneo. Los jugadores pueden ser reservados en los amistosos internacionales, y también pueden ser suspendidos de futuros partidos internacionales a través de las tarjetas rojas, o amarillas acumuladas en un período determinado. Los goles en estos amistosos también se cuentan en los registros de carrera de un jugador, ya que son partidos oficiales. Desde 2004, la FIFA decidió que la sustitución por equipos se limitarán a seis por partido en los amistosos internacionales, en respuesta a las críticas de que tales encuentros eran cada vez más una farsa con los administradores de hacer hasta 11 sustituciones por partido.
En el Reino Unido e Irlanda, "partido de exhibición" y "amistoso" se refieren a diferentes tipos de partidos. Los descritos anteriormente como amistosos, allí se denominan partidos de exhibición, mientras que un partido anual de estrellas como los que se juegan en la MLS de EE.UU. o la J. League de Japón, son llamados partidos de exhibición. Un partido de una sola vez para recaudar fondos de beneficencia, por lo general relacionado con uno o dos equipos de estrellas, o un partido celebrado en honor de un jugador para el servicio a su club, puede ser descrito como partidos de exhibición, sino que normalmente se conoce como la Caridad los partidos de fútbol y testimonial partidos, respectivamente.

### Clubes
Los clubes también juegan amistosos, por lo general antes del inicio de temporada a modo de preparación. Los partidos amistosos a nivel de clubes generalmente se juegan entre clubes del mismo país, así como también se juegan entre clubes de dos países diferentes. En algunos casos también se realizan algunos torneos amistosos (nacionales e internacionales) a nivel de clubes en los que se pone en juego un trofeo.

### Actualidad

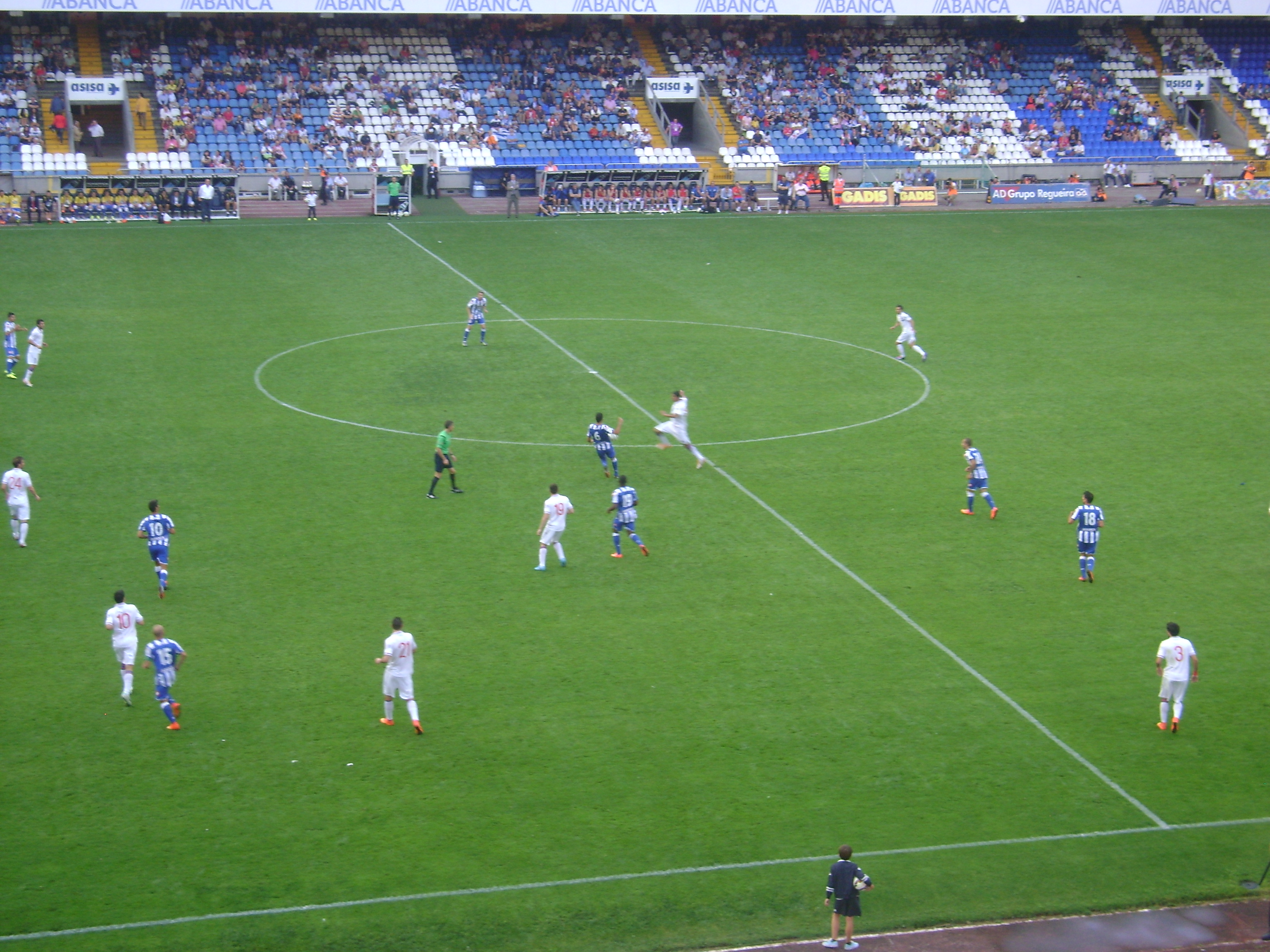
Imagen del encuentro disputado entre Deportivo La Coruña y Nacional por el Trofeo Teresa Herrera.

En la actualidad es muy común ver partidos amistosos tanto a nivel de clubes como de selecciones, y en la gran mayoría estos son televisados y se pone un trofeo en juego (en algunos casos). Lo más común es ver partidos amistosos entre dos selecciones de fútbol, partidos amistosos entres dos clubes de fútbol de un mismo país, y partidos amistosos entre dos clubes de fútbol de diferentes países. Lo que no es tan frecuente ver —ya que suele darse de vez cuando— es ver un partido amistoso entre una selección de fútbol contra un club de fútbol, en este caso lo normal es que se enfrenten un club de fútbol de un país contra una selección de fútbol de otro país; sin embargo, en algunos casos (poco comunes) también suelen jugarse partidos amistosos entre una selección de fútbol de un país contra un club de fútbol del mismo país.
Sin embargo hoy en día hay varios desacuerdos con los partidos amistosos a nivel de selecciones, en Europa en 2018 se eliminaron los partidos amistosos (no totalmente) entre selecciones y ahora para las fechas FIFA hay una nueva competición, la Liga de las Naciones de la UEFA, ésta sustituye a los partidos amistosos en Europa (aunque puede haber partidos amistosos entre selecciones de otros continentes externos a UEFA), esta competición divide a las selecciones como si fueran clubes de fútbol, se dividen las selecciones en ligas (Liga A, Liga B, Liga C y Liga D). En cada liga hay un nivel, las mejores selecciones están en la liga A y las peores en la D, las primeras de grupo de la liga A juegan un Final Four y ganan un trofeo, las últimas de cada grupo descienden y las mejores ascienden, también hay una Liga de Naciones Concacaf para la Concacaf idéntica a la de UEFA.